# Giron, Ain
Giron är en kommun i departementet Ain i regionen Auvergne-Rhône-Alpes i östra Frankrike. Kommunen ligger  i kantonen  Bellegarde-sur-Valserine som ligger i arrondissementet Nantua. Kommunens areal är 9,39 km². År 2022 hade Giron 174 invånare.

## Befolkningsutveckling
Antalet invånare i kommunen Giron
Referens: INSEE